# Tour de Pologne 2022
Tour de Pologne 2022 – 79. edycja wyścigu kolarskiego Tour de Pologne, która odbyła się w dniach od 30 lipca do 5 sierpnia 2022 na liczącej ponad 1209 kilometrów trasie składającej się z 7 etapów i biegnącej z Kielc do Krakowa. Impreza kategorii 2.UWT należała do cyklu UCI World Tour 2022.

## Etapy
| Etap | Data   | Start – Meta                  | type                       | Dystans (km) | Suma wzniesień (m) | Zwycięzca etapu  | Lider            |
| ---- | ------ | ----------------------------- | -------------------------- | ------------ | ------------------ | ---------------- | ---------------- |
| 1    | 30 lip | Kielce – Lublin               | płaski                     | 218,8        | 1231 m             | Olav Kooij       | Olav Kooij       |
| 2    | 31 lip | Chełm – Zamość                | płaski                     | 205,6        | 966 m              | Gerben Thijssen  | Jonas Abrahamsen |
| 3    | 1 sie  | Kraśnik – Przemyśl            | górzysty                   | 237,9        | 1545 m             | Sergio Higuita   | Sergio Higuita   |
| 4    | 2 sie  | Lesko – Sanok                 | górzysty                   | 179,4        | 2621 m             | Pascal Ackermann | Sergio Higuita   |
| 5    | 3 sie  | Łańcut – Rzeszów              | pagórkowaty                | 178,1        | 2179 m             | Phil Bauhaus     | Sergio Higuita   |
| 6    | 4 sie  | Gronków – Bukowina Tatrzańska | jazda indywidualna na czas | 11,8         | 337 m              | Thymen Arensman  | Ethan Hayter     |
| 7    | 5 sie  | Skawina – Kraków              | pagórkowaty                | 177,8        | 1875 m             | Arnaud Démare    | Ethan Hayter     |

## Uczestnicy

### Drużyny
| WorldTeams (18)- AG2R Citroën Team - Astana Qazaqstan Team - Bahrain Victorious - Bora-Hansgrohe - Cofidis - EF Education-EasyPost - Groupama-FDJ - Ineos Grenadiers - Intermarché-Wanty-Gobert Matériaux - Israel-Premier Tech - Lotto-Soudal - Movistar Team - Quick-Step Alpha Vinyl - BikeExchange-Jayco - Team DSM - Jumbo-Visma - Trek-Segafredo - UAE Team Emirates ProTeams (4)- Alpecin-Deceuninck - Caja Rural-Seguros RGA - Team Novo Nordisk - Uno-X Pro Cycling Team Reprezentacja- Polska |
| |

### Lista startowa
| Quick-Step Alpha Vinyl QST | Quick-Step Alpha Vinyl QST   | Quick-Step Alpha Vinyl QST |
| -------------------------- | ---------------------------- | -------------------------- |
| Nr                         | Kolarz                       | Miejsce                    |
| 1                          | Rémi Cavagna (FRA)           | 6.                         |
| 2                          | Mark Cavendish (GBR) (szosa) | DNS-6                      |
| 3                          | Josef Černý (CZE)            | 117.                       |
| 4                          | Mauro Schmid (SUI)           | DNS-5                      |
| 5                          | Zdeněk Štybar (CZE)          | 57.                        |
| 6                          | Bert Van Lerberghe (BEL)     | 105.                       |
| 7                          | Mauri Vansevenant (BEL)      | 26.                        |

| AG2R Citroën Team ACT | AG2R Citroën Team ACT | AG2R Citroën Team ACT |
| --------------------- | --------------------- | --------------------- |
| Nr                    | Kolarz                | Miejsce               |
| 11                    | Felix Gall (AUT)      | 15.                   |
| 12                    | Dorian Godon (FRA)    | 17.                   |
| 13                    | Marc Sarreau (FRA)    | DNS-6                 |
| 14                    | Nans Peters (FRA)     | 59.                   |
| 15                    | Antoine Raugel (FRA)  | 54.                   |
| 16                    | Michael Schär (SUI)   | 46.                   |
| 17                    | Andrea Vendrame (ITA) | 45.                   |

| Astana Qazaqstan Team AST | Astana Qazaqstan Team AST      | Astana Qazaqstan Team AST |
| ------------------------- | ------------------------------ | ------------------------- |
| Nr                        | Kolarz                         | Miejsce                   |
| 21                        | Samuele Battistella (ITA)      | 7.                        |
| 22                        | Jewgienij Fiodorow (KAZ)       | 66.                       |
| 23                        | Michele Gazzoli (ITA)          | 80.                       |
| 24                        | Davide Martinelli (ITA)        | DNS-2                     |
| 25                        | Jewgienij Gidicz (KAZ) (szosa) | 102.                      |
| 26                        | Christian Scaroni (ITA)        | 71.                       |
| 27                        | Harold Tejada (COL)            | 14.                       |

| Bahrain Victorious TBV | Bahrain Victorious TBV  | Bahrain Victorious TBV |
| ---------------------- | ----------------------- | ---------------------- |
| Nr                     | Kolarz                  | Miejsce                |
| 31                     | Phil Bauhaus (GER)      | 107.                   |
| 32                     | Pello Bilbao (ESP)      | 3.                     |
| 33                     | Edoardo Zambanini (ITA) | 33.                    |
| 34                     | Heinrich Haussler (AUS) | 97.                    |
| 35                     | Filip Maciejuk (POL)    | 55.                    |
| 36                     | Jonathan Milan (ITA)    | 70.                    |
| 37                     | Stephen Williams (GBR)  | 47.                    |

| Bora-Hansgrohe BOH | Bora-Hansgrohe BOH           | Bora-Hansgrohe BOH |
| ------------------ | ---------------------------- | ------------------ |
| Nr                 | Kolarz                       | Miejsce            |
| 41                 | Giovanni Aleotti (ITA)       | 23.                |
| 42                 | Cesare Benedetti (POL)       | 68.                |
| 43                 | Sam Bennett (IRL)            | 110.               |
| 44                 | Sergio Higuita (COL) (szosa) | 8.                 |
| 45                 | Jordi Meeus (BEL)            | DNF-6              |
| 46                 | Ryan Mullen (IRL)            | 121.               |
| 47                 | Shane Archbold (NZL)         | DNS-6              |

| Cofidis COF | Cofidis COF              | Cofidis COF |
| ----------- | ------------------------ | ----------- |
| Nr          | Kolarz                   | Miejsce     |
| 51          | Piet Allegaert (BEL)     | DNS-6       |
| 52          | Alexandre Delettre (FRA) | 39.         |
| 53          | Thomas Champion (FRA)    | 36.         |
| 54          | Davide Cimolai (ITA)     | 101.        |
| 55          | Simone Consonni (ITA)    | DNF-5       |
| 56          | Tom Bohli (SUI)          | 87.         |
| 57          | Jelle Wallays (BEL)      | DNS-2       |

| EF Education-EasyPost EFE | EF Education-EasyPost EFE | EF Education-EasyPost EFE |
| ------------------------- | ------------------------- | ------------------------- |
| Nr                        | Kolarz                    | Miejsce                   |
| 61                        | Diego Camargo (COL)       | 93.                       |
| 62                        | Simon Carr (GBR)          | 19.                       |
| 63                        | Jens Keukeleire (BEL)     | 86.                       |
| 64                        | Mark Padun (UKR)          | 13.                       |
| 65                        | Sean Quinn (USA)          | 21.                       |
| 66                        | Marijn van den Berg (NED) | 79.                       |
| 67                        | Łukasz Wiśniowski (POL)   | 126.                      |

| Groupama-FDJ GFC | Groupama-FDJ GFC          | Groupama-FDJ GFC |
| ---------------- | ------------------------- | ---------------- |
| Nr               | Kolarz                    | Miejsce          |
| 71               | Arnaud Démare (FRA)       | 58.              |
| 72               | Bruno Armirail (FRA)      | 10.              |
| 73               | Jacopo Guarnieri (ITA)    | 122.             |
| 74               | Ignatas Konovalovas (LTU) | 77.              |
| 75               | Quentin Pacher (FRA)      | 16.              |
| 76               | Miles Scotson (AUS)       | DNS-6            |
| 77               | Bram Welten (NED)         | 90.              |

| Ineos Grenadiers IGD | Ineos Grenadiers IGD        | Ineos Grenadiers IGD |
| -------------------- | --------------------------- | -------------------- |
| Nr                   | Kolarz                      | Miejsce              |
| 81                   | Richard Carapaz (ECU) (ITT) | 22.                  |
| 82                   | Ethan Hayter (GBR) (ITT)    | 1.                   |
| 83                   | Jhonatan Narváez (ECU)      | 50.                  |
| 84                   | Salvatore Puccio (ITA)      | 118.                 |
| 85                   | Magnus Sheffield (USA)      | 81.                  |
| 86                   | Ben Tulett (GBR)            | 5.                   |
| 87                   | Elia Viviani (ITA)          | 115.                 |

| Intermarché-Wanty-Gobert Matériaux IWG | Intermarché-Wanty-Gobert Matériaux IWG | Intermarché-Wanty-Gobert Matériaux IWG |
| -------------------------------------- | -------------------------------------- | -------------------------------------- |
| Nr                                     | Kolarz                                 | Miejsce                                |
| 91                                     | Baptiste Planckaert (BEL)              | DNF-1                                  |
| 92                                     | Quinten Hermans (BEL)                  | 20.                                    |
| 93                                     | Laurens Huys (BEL)                     | 34.                                    |
| 94                                     | Julius Johansen (DEN)                  | 100.                                   |
| 95                                     | Hugo Page (FRA)                        | 44.                                    |
| 96                                     | Gerben Thijssen (BEL)                  | 108.                                   |
| 97                                     | Boy van Poppel (NED)                   | 94.                                    |

| Israel-Premier Tech IPT | Israel-Premier Tech IPT    | Israel-Premier Tech IPT |
| ----------------------- | -------------------------- | ----------------------- |
| Nr                      | Kolarz                     | Miejsce                 |
| 101                     | Reto Hollenstein (SUI)     | 49.                     |
| 102                     | Sebastian Berwick (AUS)    | 24.                     |
| 103                     | Matthias Brändle (AUT)     | 98.                     |
| 104                     | Alessandro De Marchi (ITA) | 61.                     |
| 105                     | Alex Dowsett (GBR)         | 89.                     |
| 106                     | Taj Jones (AUS)            | 88.                     |
| 107                     | Mads Würtz Schmidt (DEN)   | 38.                     |

| Jumbo-Visma TJV | Jumbo-Visma TJV          | Jumbo-Visma TJV |
| --------------- | ------------------------ | --------------- |
| Nr              | Kolarz                   | Miejsce         |
| 111             | Mick van Dijke (NED)     | 65.             |
| 113             | Olav Kooij (NED)         | 83.             |
| 114             | Michel Heßmann (GER)     | 63.             |
| 115             | Tosh Van der Sande (BEL) | 60.             |
| 116             | Sam Oomen (NED)          | DNS-2           |
| 117             | Mike Teunissen (NED)     | DNS-6           |

| Movistar Team MOV | Movistar Team MOV     | Movistar Team MOV |
| ----------------- | --------------------- | ----------------- |
| Nr                | Kolarz                | Miejsce           |
| 121               | William Barta (USA)   | 32.               |
| 122               | Juri Hollmann (GER)   | 41.               |
| 123               | Johan Jacobs (SUI)    | DNS-2             |
| 124               | Max Kanter (GER)      | 56.               |
| 125               | Oier Lazkano (ESP)    | DNF-2             |
| 126               | Abner González (PUR)  | 30.               |
| 127               | Óscar Rodríguez (ESP) | 42.               |

| BikeExchange-Jayco BEX | BikeExchange-Jayco BEX      | BikeExchange-Jayco BEX |
| ---------------------- | --------------------------- | ---------------------- |
| Nr                     | Kolarz                      | Miejsce                |
| 131                    | Matteo Sobrero (ITA)        | 4.                     |
| 132                    | Alexander Edmondson (AUS)   | DNF-2                  |
| 133                    | Kaden Groves (AUS)          | 52.                    |
| 134                    | Michael Hepburn (AUS)       | 51.                    |
| 135                    | Lucas Hamilton (AUS)        | 18.                    |
| 136                    | Lawson Craddock (USA) (ITT) | 78.                    |
| 137                    | Kelland O’Brien (AUS)       | 106.                   |

| Lotto-Soudal LTS | Lotto-Soudal LTS       | Lotto-Soudal LTS |
| ---------------- | ---------------------- | ---------------- |
| Nr               | Kolarz                 | Miejsce          |
| 141              | Steff Cras (BEL)       | 25.              |
| 142              | Jasper De Buyst (BEL)  | DNS-6            |
| 144              | Thomas De Gendt (BEL)  | 99.              |
| 145              | Jarrad Drizners (AUS)  | 72.              |
| 146              | Roger Kluge (GER)      | 111.             |
| 147              | Kamil Małecki (POL)    | 92.              |
| 148              | Sylvain Moniquet (BEL) | 11.              |

| Team DSM DSM | Team DSM DSM                  | Team DSM DSM |
| ------------ | ----------------------------- | ------------ |
| Nr           | Kolarz                        | Miejsce      |
| 151          | Thymen Arensman (NED)         | 2.           |
| 152          | Nikias Arndt (GER)            | 31.          |
| 153          | Marco Brenner (GER)           | 12.          |
| 154          | Jonas Iversby Hvideberg (NOR) | 76.          |
| 155          | Niklas Märkl (GER)            | 109.         |
| 156          | Joris Nieuwenhuis (NED)       | 125.         |
| 157          | Sam Welsford (AUS)            | 116.         |

| Trek-Segafredo TFS | Trek-Segafredo TFS          | Trek-Segafredo TFS |
| ------------------ | --------------------------- | ------------------ |
| Nr                 | Kolarz                      | Miejsce            |
| 161                | Daan Hoole (NED)            | 75.                |
| 162                | Emīls Liepiņš (LAT) (szosa) | 103.               |
| 163                | Jacopo Mosca (ITA)          | 112.               |
| 164                | Matteo Moschetti (ITA)      | DNF-4              |
| 165                | Edward Theuns (BEL)         | 53.                |
| 166                | Antonio Tiberi (ITA)        | 43.                |
| 167                | Antwan Tolhoek (NED)        | DNS-2              |

| UAE Team Emirates UAD | UAE Team Emirates UAD       | UAE Team Emirates UAD |
| --------------------- | --------------------------- | --------------------- |
| Nr                    | Kolarz                      | Miejsce               |
| 171                   | Pascal Ackermann (GER)      | 84.                   |
| 172                   | Davide Formolo (ITA)        | 29.                   |
| 173                   | Vegard Stake Laengen (NOR)  | 48.                   |
| 174                   | Juan Sebastián Molano (COL) | 85.                   |
| 175                   | Rui Oliveira (POR)          | 64.                   |
| 176                   | Oliviero Troia (ITA)        | 114.                  |
| 177                   | Diego Ulissi (ITA)          | 9.                    |

| Alpecin-Deceuninck AFC | Alpecin-Deceuninck AFC      | Alpecin-Deceuninck AFC |
| ---------------------- | --------------------------- | ---------------------- |
| Nr                     | Kolarz                      | Miejsce                |
| 181                    | David van der Poel (NED)    | DNS-4                  |
| 182                    | Sjoerd Bax (NED)            | DNS-4                  |
| 183                    | Tobias Bayer (AUT)          | DNS-4                  |
| 184                    | Senne Leysen (BEL)          | DNS-4                  |
| 185                    | Jakub Mareczko (ITA)        | DNS-4                  |
| 186                    | Stefano Oldani (ITA)        | DNS-4                  |
| 187                    | Fabio Van den Bossche (BEL) | DNS-4                  |

| Caja Rural-Seguros RGA CJR | Caja Rural-Seguros RGA CJR     | Caja Rural-Seguros RGA CJR |
| -------------------------- | ------------------------------ | -------------------------- |
| Nr                         | Kolarz                         | Miejsce                    |
| 191                        | Julen Amezqueta (ESP)          | 69.                        |
| 192                        | Aritz Bagües (ESP)             | DNS-2                      |
| 193                        | Jefferson Alveiro Cepeda (ECU) | 35.                        |
| 194                        | Iúri Leitão (POR)              | 119.                       |
| 195                        | Sergio Martín (ESP)            | 40.                        |
| 196                        | Eduard Prades (ESP)            | 37.                        |
| 197                        | Michal Schlegel (CZE)          | 62.                        |

| Team Novo Nordisk TNN | Team Novo Nordisk TNN | Team Novo Nordisk TNN |
| --------------------- | --------------------- | --------------------- |
| Nr                    | Kolarz                | Miejsce               |
| 201                   | Andrea Peron (ITA)    | 120.                  |
| 202                   | Péter Kusztor (HUN)   | 91.                   |
| 203                   | Gerd de Keijzer (NED) | DNF-4                 |
| 204                   | Sam Brand (GBR)       | DNS-6                 |
| 205                   | Umberto Poli (ITA)    | DNF-7                 |
| 206                   | David Lozano (ESP)    | 95.                   |
| 207                   | Matyáš Kopecký (CZE)  | DNS-5                 |

| Uno-X Pro Cycling Team UXT | Uno-X Pro Cycling Team UXT       | Uno-X Pro Cycling Team UXT |
| -------------------------- | -------------------------------- | -------------------------- |
| Nr                         | Kolarz                           | Miejsce                    |
| 211                        | Jonas Abrahamsen (NOR)           | DNS-4                      |
| 212                        | Tobias Halland Johannessen (NOR) | DNS-2                      |
| 213                        | Syver Wærsted (NOR)              | 123.                       |
| 214                        | Anders Skaarseth (NOR)           | 67.                        |
| 215                        | Rasmus Tiller (NOR) (szosa)      | DNS-2                      |
| 216                        | Idar Andersen (NOR)              | 27.                        |
| 217                        | Jonas Gregaard (DEN)             | 73.                        |

| Polska POL | Polska POL            | Polska POL |
| ---------- | --------------------- | ---------- |
| Nr         | Kolarz                | Miejsce    |
| 221        | Stanisław Aniołkowski | 74.        |
| 222        | Patryk Stosz          | 127.       |
| 223        | Mateusz Grabis        | 124.       |
| 224        | Jakub Kaczmarek       | 28.        |
| 225        | Piotr Brożyna         | 104.       |
| 226        | Marcin Budziński      | 82.        |
| 227        | Jakub Murias          | 96.        |

| Quick-Step Alpha Vinyl QST | Quick-Step Alpha Vinyl QST   | Quick-Step Alpha Vinyl QST |
| -------------------------- | ---------------------------- | -------------------------- |
| Nr                         | Kolarz                       | Miejsce                    |
| 1                          | Rémi Cavagna (FRA)           | 6.                         |
| 2                          | Mark Cavendish (GBR) (szosa) | DNS-6                      |
| 3                          | Josef Černý (CZE)            | 117.                       |
| 4                          | Mauro Schmid (SUI)           | DNS-5                      |
| 5                          | Zdeněk Štybar (CZE)          | 57.                        |
| 6                          | Bert Van Lerberghe (BEL)     | 105.                       |
| 7                          | Mauri Vansevenant (BEL)      | 26.                        |

| AG2R Citroën Team ACT | AG2R Citroën Team ACT | AG2R Citroën Team ACT |
| --------------------- | --------------------- | --------------------- |
| Nr                    | Kolarz                | Miejsce               |
| 11                    | Felix Gall (AUT)      | 15.                   |
| 12                    | Dorian Godon (FRA)    | 17.                   |
| 13                    | Marc Sarreau (FRA)    | DNS-6                 |
| 14                    | Nans Peters (FRA)     | 59.                   |
| 15                    | Antoine Raugel (FRA)  | 54.                   |
| 16                    | Michael Schär (SUI)   | 46.                   |
| 17                    | Andrea Vendrame (ITA) | 45.                   |

| Astana Qazaqstan Team AST | Astana Qazaqstan Team AST      | Astana Qazaqstan Team AST |
| ------------------------- | ------------------------------ | ------------------------- |
| Nr                        | Kolarz                         | Miejsce                   |
| 21                        | Samuele Battistella (ITA)      | 7.                        |
| 22                        | Jewgienij Fiodorow (KAZ)       | 66.                       |
| 23                        | Michele Gazzoli (ITA)          | 80.                       |
| 24                        | Davide Martinelli (ITA)        | DNS-2                     |
| 25                        | Jewgienij Gidicz (KAZ) (szosa) | 102.                      |
| 26                        | Christian Scaroni (ITA)        | 71.                       |
| 27                        | Harold Tejada (COL)            | 14.                       |

| Bahrain Victorious TBV | Bahrain Victorious TBV  | Bahrain Victorious TBV |
| ---------------------- | ----------------------- | ---------------------- |
| Nr                     | Kolarz                  | Miejsce                |
| 31                     | Phil Bauhaus (GER)      | 107.                   |
| 32                     | Pello Bilbao (ESP)      | 3.                     |
| 33                     | Edoardo Zambanini (ITA) | 33.                    |
| 34                     | Heinrich Haussler (AUS) | 97.                    |
| 35                     | Filip Maciejuk (POL)    | 55.                    |
| 36                     | Jonathan Milan (ITA)    | 70.                    |
| 37                     | Stephen Williams (GBR)  | 47.                    |

| Bora-Hansgrohe BOH | Bora-Hansgrohe BOH           | Bora-Hansgrohe BOH |
| ------------------ | ---------------------------- | ------------------ |
| Nr                 | Kolarz                       | Miejsce            |
| 41                 | Giovanni Aleotti (ITA)       | 23.                |
| 42                 | Cesare Benedetti (POL)       | 68.                |
| 43                 | Sam Bennett (IRL)            | 110.               |
| 44                 | Sergio Higuita (COL) (szosa) | 8.                 |
| 45                 | Jordi Meeus (BEL)            | DNF-6              |
| 46                 | Ryan Mullen (IRL)            | 121.               |
| 47                 | Shane Archbold (NZL)         | DNS-6              |

| Cofidis COF | Cofidis COF              | Cofidis COF |
| ----------- | ------------------------ | ----------- |
| Nr          | Kolarz                   | Miejsce     |
| 51          | Piet Allegaert (BEL)     | DNS-6       |
| 52          | Alexandre Delettre (FRA) | 39.         |
| 53          | Thomas Champion (FRA)    | 36.         |
| 54          | Davide Cimolai (ITA)     | 101.        |
| 55          | Simone Consonni (ITA)    | DNF-5       |
| 56          | Tom Bohli (SUI)          | 87.         |
| 57          | Jelle Wallays (BEL)      | DNS-2       |

| EF Education-EasyPost EFE | EF Education-EasyPost EFE | EF Education-EasyPost EFE |
| ------------------------- | ------------------------- | ------------------------- |
| Nr                        | Kolarz                    | Miejsce                   |
| 61                        | Diego Camargo (COL)       | 93.                       |
| 62                        | Simon Carr (GBR)          | 19.                       |
| 63                        | Jens Keukeleire (BEL)     | 86.                       |
| 64                        | Mark Padun (UKR)          | 13.                       |
| 65                        | Sean Quinn (USA)          | 21.                       |
| 66                        | Marijn van den Berg (NED) | 79.                       |
| 67                        | Łukasz Wiśniowski (POL)   | 126.                      |

| Groupama-FDJ GFC | Groupama-FDJ GFC          | Groupama-FDJ GFC |
| ---------------- | ------------------------- | ---------------- |
| Nr               | Kolarz                    | Miejsce          |
| 71               | Arnaud Démare (FRA)       | 58.              |
| 72               | Bruno Armirail (FRA)      | 10.              |
| 73               | Jacopo Guarnieri (ITA)    | 122.             |
| 74               | Ignatas Konovalovas (LTU) | 77.              |
| 75               | Quentin Pacher (FRA)      | 16.              |
| 76               | Miles Scotson (AUS)       | DNS-6            |
| 77               | Bram Welten (NED)         | 90.              |

| Ineos Grenadiers IGD | Ineos Grenadiers IGD        | Ineos Grenadiers IGD |
| -------------------- | --------------------------- | -------------------- |
| Nr                   | Kolarz                      | Miejsce              |
| 81                   | Richard Carapaz (ECU) (ITT) | 22.                  |
| 82                   | Ethan Hayter (GBR) (ITT)    | 1.                   |
| 83                   | Jhonatan Narváez (ECU)      | 50.                  |
| 84                   | Salvatore Puccio (ITA)      | 118.                 |
| 85                   | Magnus Sheffield (USA)      | 81.                  |
| 86                   | Ben Tulett (GBR)            | 5.                   |
| 87                   | Elia Viviani (ITA)          | 115.                 |

| Intermarché-Wanty-Gobert Matériaux IWG | Intermarché-Wanty-Gobert Matériaux IWG | Intermarché-Wanty-Gobert Matériaux IWG |
| -------------------------------------- | -------------------------------------- | -------------------------------------- |
| Nr                                     | Kolarz                                 | Miejsce                                |
| 91                                     | Baptiste Planckaert (BEL)              | DNF-1                                  |
| 92                                     | Quinten Hermans (BEL)                  | 20.                                    |
| 93                                     | Laurens Huys (BEL)                     | 34.                                    |
| 94                                     | Julius Johansen (DEN)                  | 100.                                   |
| 95                                     | Hugo Page (FRA)                        | 44.                                    |
| 96                                     | Gerben Thijssen (BEL)                  | 108.                                   |
| 97                                     | Boy van Poppel (NED)                   | 94.                                    |

| Israel-Premier Tech IPT | Israel-Premier Tech IPT    | Israel-Premier Tech IPT |
| ----------------------- | -------------------------- | ----------------------- |
| Nr                      | Kolarz                     | Miejsce                 |
| 101                     | Reto Hollenstein (SUI)     | 49.                     |
| 102                     | Sebastian Berwick (AUS)    | 24.                     |
| 103                     | Matthias Brändle (AUT)     | 98.                     |
| 104                     | Alessandro De Marchi (ITA) | 61.                     |
| 105                     | Alex Dowsett (GBR)         | 89.                     |
| 106                     | Taj Jones (AUS)            | 88.                     |
| 107                     | Mads Würtz Schmidt (DEN)   | 38.                     |

| Jumbo-Visma TJV | Jumbo-Visma TJV          | Jumbo-Visma TJV |
| --------------- | ------------------------ | --------------- |
| Nr              | Kolarz                   | Miejsce         |
| 111             | Mick van Dijke (NED)     | 65.             |
| 113             | Olav Kooij (NED)         | 83.             |
| 114             | Michel Heßmann (GER)     | 63.             |
| 115             | Tosh Van der Sande (BEL) | 60.             |
| 116             | Sam Oomen (NED)          | DNS-2           |
| 117             | Mike Teunissen (NED)     | DNS-6           |

| Movistar Team MOV | Movistar Team MOV     | Movistar Team MOV |
| ----------------- | --------------------- | ----------------- |
| Nr                | Kolarz                | Miejsce           |
| 121               | William Barta (USA)   | 32.               |
| 122               | Juri Hollmann (GER)   | 41.               |
| 123               | Johan Jacobs (SUI)    | DNS-2             |
| 124               | Max Kanter (GER)      | 56.               |
| 125               | Oier Lazkano (ESP)    | DNF-2             |
| 126               | Abner González (PUR)  | 30.               |
| 127               | Óscar Rodríguez (ESP) | 42.               |

| BikeExchange-Jayco BEX | BikeExchange-Jayco BEX      | BikeExchange-Jayco BEX |
| ---------------------- | --------------------------- | ---------------------- |
| Nr                     | Kolarz                      | Miejsce                |
| 131                    | Matteo Sobrero (ITA)        | 4.                     |
| 132                    | Alexander Edmondson (AUS)   | DNF-2                  |
| 133                    | Kaden Groves (AUS)          | 52.                    |
| 134                    | Michael Hepburn (AUS)       | 51.                    |
| 135                    | Lucas Hamilton (AUS)        | 18.                    |
| 136                    | Lawson Craddock (USA) (ITT) | 78.                    |
| 137                    | Kelland O’Brien (AUS)       | 106.                   |

| Lotto-Soudal LTS | Lotto-Soudal LTS       | Lotto-Soudal LTS |
| ---------------- | ---------------------- | ---------------- |
| Nr               | Kolarz                 | Miejsce          |
| 141              | Steff Cras (BEL)       | 25.              |
| 142              | Jasper De Buyst (BEL)  | DNS-6            |
| 144              | Thomas De Gendt (BEL)  | 99.              |
| 145              | Jarrad Drizners (AUS)  | 72.              |
| 146              | Roger Kluge (GER)      | 111.             |
| 147              | Kamil Małecki (POL)    | 92.              |
| 148              | Sylvain Moniquet (BEL) | 11.              |

| Team DSM DSM | Team DSM DSM                  | Team DSM DSM |
| ------------ | ----------------------------- | ------------ |
| Nr           | Kolarz                        | Miejsce      |
| 151          | Thymen Arensman (NED)         | 2.           |
| 152          | Nikias Arndt (GER)            | 31.          |
| 153          | Marco Brenner (GER)           | 12.          |
| 154          | Jonas Iversby Hvideberg (NOR) | 76.          |
| 155          | Niklas Märkl (GER)            | 109.         |
| 156          | Joris Nieuwenhuis (NED)       | 125.         |
| 157          | Sam Welsford (AUS)            | 116.         |

| Trek-Segafredo TFS | Trek-Segafredo TFS          | Trek-Segafredo TFS |
| ------------------ | --------------------------- | ------------------ |
| Nr                 | Kolarz                      | Miejsce            |
| 161                | Daan Hoole (NED)            | 75.                |
| 162                | Emīls Liepiņš (LAT) (szosa) | 103.               |
| 163                | Jacopo Mosca (ITA)          | 112.               |
| 164                | Matteo Moschetti (ITA)      | DNF-4              |
| 165                | Edward Theuns (BEL)         | 53.                |
| 166                | Antonio Tiberi (ITA)        | 43.                |
| 167                | Antwan Tolhoek (NED)        | DNS-2              |

| UAE Team Emirates UAD | UAE Team Emirates UAD       | UAE Team Emirates UAD |
| --------------------- | --------------------------- | --------------------- |
| Nr                    | Kolarz                      | Miejsce               |
| 171                   | Pascal Ackermann (GER)      | 84.                   |
| 172                   | Davide Formolo (ITA)        | 29.                   |
| 173                   | Vegard Stake Laengen (NOR)  | 48.                   |
| 174                   | Juan Sebastián Molano (COL) | 85.                   |
| 175                   | Rui Oliveira (POR)          | 64.                   |
| 176                   | Oliviero Troia (ITA)        | 114.                  |
| 177                   | Diego Ulissi (ITA)          | 9.                    |

| Alpecin-Deceuninck AFC | Alpecin-Deceuninck AFC      | Alpecin-Deceuninck AFC |
| ---------------------- | --------------------------- | ---------------------- |
| Nr                     | Kolarz                      | Miejsce                |
| 181                    | David van der Poel (NED)    | DNS-4                  |
| 182                    | Sjoerd Bax (NED)            | DNS-4                  |
| 183                    | Tobias Bayer (AUT)          | DNS-4                  |
| 184                    | Senne Leysen (BEL)          | DNS-4                  |
| 185                    | Jakub Mareczko (ITA)        | DNS-4                  |
| 186                    | Stefano Oldani (ITA)        | DNS-4                  |
| 187                    | Fabio Van den Bossche (BEL) | DNS-4                  |

| Caja Rural-Seguros RGA CJR | Caja Rural-Seguros RGA CJR     | Caja Rural-Seguros RGA CJR |
| -------------------------- | ------------------------------ | -------------------------- |
| Nr                         | Kolarz                         | Miejsce                    |
| 191                        | Julen Amezqueta (ESP)          | 69.                        |
| 192                        | Aritz Bagües (ESP)             | DNS-2                      |
| 193                        | Jefferson Alveiro Cepeda (ECU) | 35.                        |
| 194                        | Iúri Leitão (POR)              | 119.                       |
| 195                        | Sergio Martín (ESP)            | 40.                        |
| 196                        | Eduard Prades (ESP)            | 37.                        |
| 197                        | Michal Schlegel (CZE)          | 62.                        |

| Team Novo Nordisk TNN | Team Novo Nordisk TNN | Team Novo Nordisk TNN |
| --------------------- | --------------------- | --------------------- |
| Nr                    | Kolarz                | Miejsce               |
| 201                   | Andrea Peron (ITA)    | 120.                  |
| 202                   | Péter Kusztor (HUN)   | 91.                   |
| 203                   | Gerd de Keijzer (NED) | DNF-4                 |
| 204                   | Sam Brand (GBR)       | DNS-6                 |
| 205                   | Umberto Poli (ITA)    | DNF-7                 |
| 206                   | David Lozano (ESP)    | 95.                   |
| 207                   | Matyáš Kopecký (CZE)  | DNS-5                 |

| Uno-X Pro Cycling Team UXT | Uno-X Pro Cycling Team UXT       | Uno-X Pro Cycling Team UXT |
| -------------------------- | -------------------------------- | -------------------------- |
| Nr                         | Kolarz                           | Miejsce                    |
| 211                        | Jonas Abrahamsen (NOR)           | DNS-4                      |
| 212                        | Tobias Halland Johannessen (NOR) | DNS-2                      |
| 213                        | Syver Wærsted (NOR)              | 123.                       |
| 214                        | Anders Skaarseth (NOR)           | 67.                        |
| 215                        | Rasmus Tiller (NOR) (szosa)      | DNS-2                      |
| 216                        | Idar Andersen (NOR)              | 27.                        |
| 217                        | Jonas Gregaard (DEN)             | 73.                        |

| Polska POL | Polska POL            | Polska POL |
| ---------- | --------------------- | ---------- |
| Nr         | Kolarz                | Miejsce    |
| 221        | Stanisław Aniołkowski | 74.        |
| 222        | Patryk Stosz          | 127.       |
| 223        | Mateusz Grabis        | 124.       |
| 224        | Jakub Kaczmarek       | 28.        |
| 225        | Piotr Brożyna         | 104.       |
| 226        | Marcin Budziński      | 82.        |
| 227        | Jakub Murias          | 96.        |

Legenda: DNF – nie ukończył etapu, OTL – przekroczył limit czasu, DNS – nie wystartował do etapu, DSQ – zdyskwalifikowany. Numer przy skrócie oznacza etap, na którym kolarz opuścił wyścig.

## Wyniki etapów

### Etap 1
| Kielce - Lublin | płaski | (218,8 km) |

| \| Klasyfikacja etapu \| Klasyfikacja etapu \| Klasyfikacja etapu \| Klasyfikacja etapu \| Klasyfikacja etapu \| \| Kolarz \| Kolarz \| Państwo \| Drużyna \| Czas \| \| ------------------ \| --------------------- \| ------------------ \| ---------------------- \| ------------------ \| \| 1. \| Olav Kooij \| Holandia \| Jumbo-Visma \| 5h 18' 01" \| \| 2. \| Phil Bauhaus \| Niemcy \| Bahrain Victorious \| + 0" \| \| 3. \| Jordi Meeus \| Belgia \| Bora-Hansgrohe \| + 0" \| \| 4. \| Mike Teunissen \| Holandia \| Jumbo-Visma \| + 0" \| \| 5. \| Juan Sebastián Molano \| Kolumbia \| UAE Team Emirates \| + 0" \| \| 6. \| Max Kanter \| Niemcy \| Movistar Team \| + 0" \| \| 7. \| Kaden Groves \| Australia \| BikeExchange-Jayco \| + 0" \| \| 8. \| Mark Cavendish \| Wielka Brytania \| Quick-Step Alpha Vinyl \| + 0" \| \| 9. \| Arnaud Démare \| Francja \| Groupama-FDJ \| + 0" \| \| 10. \| Tobias Bayer \| Austria \| Alpecin-Deceuninck \| + 0" \| |                       |                 |                        |            |
| |                       |                 |                        |            |
| Źródło: ProCyclingStats |                       |                 |                        |            |
| Klasyfikacja etapu |                       |                 |                        |            |
| Kolarz | Kolarz                | Państwo         | Drużyna                | Czas       |
| 1. | Olav Kooij            | Holandia        | Jumbo-Visma            | 5h 18' 01" |
| 2. | Phil Bauhaus          | Niemcy          | Bahrain Victorious     | + 0"       |
| 3. | Jordi Meeus           | Belgia          | Bora-Hansgrohe         | + 0"       |
| 4. | Mike Teunissen        | Holandia        | Jumbo-Visma            | + 0"       |
| 5. | Juan Sebastián Molano | Kolumbia        | UAE Team Emirates      | + 0"       |
| 6. | Max Kanter            | Niemcy          | Movistar Team          | + 0"       |
| 7. | Kaden Groves          | Australia       | BikeExchange-Jayco     | + 0"       |
| 8. | Mark Cavendish        | Wielka Brytania | Quick-Step Alpha Vinyl | + 0"       |
| 9. | Arnaud Démare         | Francja         | Groupama-FDJ           | + 0"       |
| 10. | Tobias Bayer          | Austria         | Alpecin-Deceuninck     | + 0"       |

| \| Klasyfikacja generalna \| Klasyfikacja generalna \| Klasyfikacja generalna \| Klasyfikacja generalna \| Klasyfikacja generalna \| \| Kolarz \| Kolarz \| Państwo \| Drużyna \| Czas \| \| ---------------------- \| ---------------------- \| ---------------------- \| ---------------------- \| ---------------------- \| \| 1. \| Olav Kooij \| Holandia \| Jumbo-Visma \| 5h 17' 51" \| \| 2. \| Phil Bauhaus \| Niemcy \| Bahrain Victorious \| + 4" \| \| 3. \| Jonas Abrahamsen \| Norwegia \| Uno-X Pro Cycling Team \| + 4" \| \| 4. \| Jordi Meeus \| Belgia \| Bora-Hansgrohe \| + 6" \| \| 5. \| Sam Brand \| Wielka Brytania \| Team Novo Nordisk \| + 9" \| \| 6. \| Mike Teunissen \| Holandia \| Jumbo-Visma \| + 10" \| \| 7. \| Juan Sebastián Molano \| Kolumbia \| UAE Team Emirates \| + 10" \| \| 8. \| Max Kanter \| Niemcy \| Movistar Team \| + 10" \| \| 9. \| Kaden Groves \| Australia \| BikeExchange-Jayco \| + 10" \| \| 10. \| Mark Cavendish \| Wielka Brytania \| Quick-Step Alpha Vinyl \| + 10" \| |                       |                 |                        |            |
| |                       |                 |                        |            |
| Źródło: ProCyclingStats |                       |                 |                        |            |
| Klasyfikacja generalna |                       |                 |                        |            |
| Kolarz | Kolarz                | Państwo         | Drużyna                | Czas       |
| 1. | Olav Kooij            | Holandia        | Jumbo-Visma            | 5h 17' 51" |
| 2. | Phil Bauhaus          | Niemcy          | Bahrain Victorious     | + 4"       |
| 3. | Jonas Abrahamsen      | Norwegia        | Uno-X Pro Cycling Team | + 4"       |
| 4. | Jordi Meeus           | Belgia          | Bora-Hansgrohe         | + 6"       |
| 5. | Sam Brand             | Wielka Brytania | Team Novo Nordisk      | + 9"       |
| 6. | Mike Teunissen        | Holandia        | Jumbo-Visma            | + 10"      |
| 7. | Juan Sebastián Molano | Kolumbia        | UAE Team Emirates      | + 10"      |
| 8. | Max Kanter            | Niemcy          | Movistar Team          | + 10"      |
| 9. | Kaden Groves          | Australia       | BikeExchange-Jayco     | + 10"      |
| 10. | Mark Cavendish        | Wielka Brytania | Quick-Step Alpha Vinyl | + 10"      |

### Etap 2
| Chełm - Zamość | płaski | (205,6 km) |

| \| Klasyfikacja etapu \| Klasyfikacja etapu \| Klasyfikacja etapu \| Klasyfikacja etapu \| Klasyfikacja etapu \| \| Kolarz \| Kolarz \| Państwo \| Drużyna \| Czas \| \| ------------------ \| ------------------- \| ------------------ \| ---------------------------------- \| ------------------ \| \| 1. \| Gerben Thijssen \| Belgia \| Intermarché-Wanty-Gobert Matériaux \| 4h 47' 23" \| \| 2. \| Pascal Ackermann \| Niemcy \| UAE Team Emirates \| + 0" \| \| 3. \| Jonathan Milan \| Włochy \| Bahrain Victorious \| + 0" \| \| 4. \| Olav Kooij \| Holandia \| Jumbo-Visma \| + 0" \| \| 5. \| Sam Bennett \| Irlandia \| Bora-Hansgrohe \| + 0" \| \| 6. \| Arnaud Démare \| Francja \| Groupama-FDJ \| + 0" \| \| 7. \| Elia Viviani \| Włochy \| Ineos Grenadiers \| + 0" \| \| 8. \| Max Kanter \| Niemcy \| Movistar Team \| + 0" \| \| 9. \| Marijn van den Berg \| Holandia \| EF Education-EasyPost \| + 0" \| \| 10. \| Mark Cavendish \| Wielka Brytania \| Quick-Step Alpha Vinyl \| + 0" \| |                     |                 |                                    |            |
| |                     |                 |                                    |            |
| Źródło: ProCyclingStats |                     |                 |                                    |            |
| Klasyfikacja etapu |                     |                 |                                    |            |
| Kolarz | Kolarz              | Państwo         | Drużyna                            | Czas       |
| 1. | Gerben Thijssen     | Belgia          | Intermarché-Wanty-Gobert Matériaux | 4h 47' 23" |
| 2. | Pascal Ackermann    | Niemcy          | UAE Team Emirates                  | + 0"       |
| 3. | Jonathan Milan      | Włochy          | Bahrain Victorious                 | + 0"       |
| 4. | Olav Kooij          | Holandia        | Jumbo-Visma                        | + 0"       |
| 5. | Sam Bennett         | Irlandia        | Bora-Hansgrohe                     | + 0"       |
| 6. | Arnaud Démare       | Francja         | Groupama-FDJ                       | + 0"       |
| 7. | Elia Viviani        | Włochy          | Ineos Grenadiers                   | + 0"       |
| 8. | Max Kanter          | Niemcy          | Movistar Team                      | + 0"       |
| 9. | Marijn van den Berg | Holandia        | EF Education-EasyPost              | + 0"       |
| 10. | Mark Cavendish      | Wielka Brytania | Quick-Step Alpha Vinyl             | + 0"       |

| \| Klasyfikacja generalna \| Klasyfikacja generalna \| Klasyfikacja generalna \| Klasyfikacja generalna \| Klasyfikacja generalna \| \| Kolarz \| Kolarz \| Państwo \| Drużyna \| Czas \| \| ---------------------- \| ---------------------- \| ---------------------- \| ---------------------------------- \| ---------------------- \| \| 1. \| Jonas Abrahamsen \| Norwegia \| Uno-X Pro Cycling Team \| 10h 05' 12" \| \| 2. \| Olav Kooij \| Holandia \| Jumbo-Visma \| + 2" \| \| 3. \| Gerben Thijssen \| Belgia \| Intermarché-Wanty-Gobert Matériaux \| + 2" \| \| 4. \| Pascal Ackermann \| Niemcy \| UAE Team Emirates \| + 6" \| \| 5. \| Phil Bauhaus \| Niemcy \| Bahrain Victorious \| + 6" \| \| 6. \| Jordi Meeus \| Belgia \| Bora-Hansgrohe \| + 8" \| \| 7. \| Jonathan Milan \| Włochy \| Bahrain Victorious \| + 8" \| \| 8. \| Jasper De Buyst \| Belgia \| Lotto-Soudal \| + 8" \| \| 9. \| Sam Brand \| Wielka Brytania \| Team Novo Nordisk \| + 11" \| \| 10. \| Max Kanter \| Niemcy \| Movistar Team \| + 12" \| |                  |                 |                                    |             |
| |                  |                 |                                    |             |
| Źródło: ProCyclingStats |                  |                 |                                    |             |
| Klasyfikacja generalna |                  |                 |                                    |             |
| Kolarz | Kolarz           | Państwo         | Drużyna                            | Czas        |
| 1. | Jonas Abrahamsen | Norwegia        | Uno-X Pro Cycling Team             | 10h 05' 12" |
| 2. | Olav Kooij       | Holandia        | Jumbo-Visma                        | + 2"        |
| 3. | Gerben Thijssen  | Belgia          | Intermarché-Wanty-Gobert Matériaux | + 2"        |
| 4. | Pascal Ackermann | Niemcy          | UAE Team Emirates                  | + 6"        |
| 5. | Phil Bauhaus     | Niemcy          | Bahrain Victorious                 | + 6"        |
| 6. | Jordi Meeus      | Belgia          | Bora-Hansgrohe                     | + 8"        |
| 7. | Jonathan Milan   | Włochy          | Bahrain Victorious                 | + 8"        |
| 8. | Jasper De Buyst  | Belgia          | Lotto-Soudal                       | + 8"        |
| 9. | Sam Brand        | Wielka Brytania | Team Novo Nordisk                  | + 11"       |
| 10. | Max Kanter       | Niemcy          | Movistar Team                      | + 12"       |

### Etap 3
| Kraśnik - Przemyśl | górzysty | (237,9 km) |

| \| Klasyfikacja etapu \| Klasyfikacja etapu \| Klasyfikacja etapu \| Klasyfikacja etapu \| Klasyfikacja etapu \| \| Kolarz \| Kolarz \| Państwo \| Drużyna \| Czas \| \| ------------------ \| ------------------ \| ------------------ \| ---------------------------------- \| ------------------ \| \| 1. \| Sergio Higuita \| Kolumbia \| Bora-Hansgrohe \| 5h 25' 46" \| \| 2. \| Pello Bilbao \| Hiszpania \| Bahrain Victorious \| + 0" \| \| 3. \| Quinten Hermans \| Belgia \| Intermarché-Wanty-Gobert Matériaux \| + 0" \| \| 4. \| Matteo Sobrero \| Włochy \| BikeExchange-Jayco \| + 0" \| \| 5. \| Quentin Pacher \| Francja \| Groupama-FDJ \| + 0" \| \| 6. \| Mauro Schmid \| Szwajcaria \| Quick-Step Alpha Vinyl \| + 0" \| \| 7. \| Felix Gall \| Austria \| AG2R Citroën Team \| + 0" \| \| 8. \| Stephen Williams \| Wielka Brytania \| Bahrain Victorious \| + 0" \| \| 9. \| Lucas Hamilton \| Australia \| BikeExchange-Jayco \| + 0" \| \| 10. \| Diego Ulissi \| Włochy \| UAE Team Emirates \| + 0" \| |                  |                 |                                    |            |
| |                  |                 |                                    |            |
| Źródło: ProCyclingStats |                  |                 |                                    |            |
| Klasyfikacja etapu |                  |                 |                                    |            |
| Kolarz | Kolarz           | Państwo         | Drużyna                            | Czas       |
| 1. | Sergio Higuita   | Kolumbia        | Bora-Hansgrohe                     | 5h 25' 46" |
| 2. | Pello Bilbao     | Hiszpania       | Bahrain Victorious                 | + 0"       |
| 3. | Quinten Hermans  | Belgia          | Intermarché-Wanty-Gobert Matériaux | + 0"       |
| 4. | Matteo Sobrero   | Włochy          | BikeExchange-Jayco                 | + 0"       |
| 5. | Quentin Pacher   | Francja         | Groupama-FDJ                       | + 0"       |
| 6. | Mauro Schmid     | Szwajcaria      | Quick-Step Alpha Vinyl             | + 0"       |
| 7. | Felix Gall       | Austria         | AG2R Citroën Team                  | + 0"       |
| 8. | Stephen Williams | Wielka Brytania | Bahrain Victorious                 | + 0"       |
| 9. | Lucas Hamilton   | Australia       | BikeExchange-Jayco                 | + 0"       |
| 10. | Diego Ulissi     | Włochy          | UAE Team Emirates                  | + 0"       |

| \| Klasyfikacja generalna \| Klasyfikacja generalna \| Klasyfikacja generalna \| Klasyfikacja generalna \| Klasyfikacja generalna \| \| Kolarz \| Kolarz \| Państwo \| Drużyna \| Czas \| \| ---------------------- \| ---------------------- \| ---------------------- \| ---------------------------------- \| ---------------------- \| \| 1. \| Sergio Higuita \| Kolumbia \| Bora-Hansgrohe \| 15h 31' 00" \| \| 2. \| Pello Bilbao \| Hiszpania \| Bahrain Victorious \| + 4" \| \| 3. \| Quinten Hermans \| Belgia \| Intermarché-Wanty-Gobert Matériaux \| + 6" \| \| 4. \| Ethan Hayter \| Wielka Brytania \| Ineos Grenadiers \| + 10" \| \| 5. \| Diego Ulissi \| Włochy \| UAE Team Emirates \| + 10" \| \| 6. \| Matteo Sobrero \| Włochy \| BikeExchange-Jayco \| + 10" \| \| 7. \| Richard Carapaz \| Ekwador \| Ineos Grenadiers \| + 10" \| \| 8. \| Mauro Schmid \| Szwajcaria \| Quick-Step Alpha Vinyl \| + 10" \| \| 9. \| Quentin Pacher \| Francja \| Groupama-FDJ \| + 10" \| \| 10. \| Lucas Hamilton \| Australia \| BikeExchange-Jayco \| + 10" \| |                 |                 |                                    |             |
| |                 |                 |                                    |             |
| Źródło: ProCyclingStats |                 |                 |                                    |             |
| Klasyfikacja generalna |                 |                 |                                    |             |
| Kolarz | Kolarz          | Państwo         | Drużyna                            | Czas        |
| 1. | Sergio Higuita  | Kolumbia        | Bora-Hansgrohe                     | 15h 31' 00" |
| 2. | Pello Bilbao    | Hiszpania       | Bahrain Victorious                 | + 4"        |
| 3. | Quinten Hermans | Belgia          | Intermarché-Wanty-Gobert Matériaux | + 6"        |
| 4. | Ethan Hayter    | Wielka Brytania | Ineos Grenadiers                   | + 10"       |
| 5. | Diego Ulissi    | Włochy          | UAE Team Emirates                  | + 10"       |
| 6. | Matteo Sobrero  | Włochy          | BikeExchange-Jayco                 | + 10"       |
| 7. | Richard Carapaz | Ekwador         | Ineos Grenadiers                   | + 10"       |
| 8. | Mauro Schmid    | Szwajcaria      | Quick-Step Alpha Vinyl             | + 10"       |
| 9. | Quentin Pacher  | Francja         | Groupama-FDJ                       | + 10"       |
| 10. | Lucas Hamilton  | Australia       | BikeExchange-Jayco                 | + 10"       |

### Etap 4
| Lesko - Sanok | górzysty | (179,4 km) |

| \| Klasyfikacja etapu \| Klasyfikacja etapu \| Klasyfikacja etapu \| Klasyfikacja etapu \| Klasyfikacja etapu \| \| Kolarz \| Kolarz \| Państwo \| Drużyna \| Czas \| \| ------------------ \| --------------------- \| ------------------ \| ---------------------------------- \| ------------------ \| \| 1. \| Pascal Ackermann \| Niemcy \| UAE Team Emirates \| 4h 21' 46" \| \| 2. \| Jordi Meeus \| Belgia \| Bora-Hansgrohe \| + 0" \| \| 3. \| Jonathan Milan \| Włochy \| Bahrain Victorious \| + 0" \| \| 4. \| Quinten Hermans \| Belgia \| Intermarché-Wanty-Gobert Matériaux \| + 0" \| \| 5. \| Olav Kooij \| Holandia \| Jumbo-Visma \| + 0" \| \| 6. \| Christian Scaroni \| Włochy \| Astana Qazaqstan Team \| + 0" \| \| 7. \| Diego Ulissi \| Włochy \| UAE Team Emirates \| + 0" \| \| 8. \| Quentin Pacher \| Francja \| Groupama-FDJ \| + 0" \| \| 9. \| Stanisław Aniołkowski \| Polska \| Polska \| + 0" \| \| 10. \| Nikias Arndt \| Niemcy \| Team DSM \| + 0" \| |                       |          |                                    |            |
| |                       |          |                                    |            |
| Źródło: ProCyclingStats |                       |          |                                    |            |
| Klasyfikacja etapu |                       |          |                                    |            |
| Kolarz | Kolarz                | Państwo  | Drużyna                            | Czas       |
| 1. | Pascal Ackermann      | Niemcy   | UAE Team Emirates                  | 4h 21' 46" |
| 2. | Jordi Meeus           | Belgia   | Bora-Hansgrohe                     | + 0"       |
| 3. | Jonathan Milan        | Włochy   | Bahrain Victorious                 | + 0"       |
| 4. | Quinten Hermans       | Belgia   | Intermarché-Wanty-Gobert Matériaux | + 0"       |
| 5. | Olav Kooij            | Holandia | Jumbo-Visma                        | + 0"       |
| 6. | Christian Scaroni     | Włochy   | Astana Qazaqstan Team              | + 0"       |
| 7. | Diego Ulissi          | Włochy   | UAE Team Emirates                  | + 0"       |
| 8. | Quentin Pacher        | Francja  | Groupama-FDJ                       | + 0"       |
| 9. | Stanisław Aniołkowski | Polska   | Polska                             | + 0"       |
| 10. | Nikias Arndt          | Niemcy   | Team DSM                           | + 0"       |

| \| Klasyfikacja generalna \| Klasyfikacja generalna \| Klasyfikacja generalna \| Klasyfikacja generalna \| Klasyfikacja generalna \| \| Kolarz \| Kolarz \| Państwo \| Drużyna \| Czas \| \| ---------------------- \| ---------------------- \| ---------------------- \| ---------------------------------- \| ---------------------- \| \| 1. \| Sergio Higuita \| Kolumbia \| Bora-Hansgrohe \| 19h 52' 46" \| \| 2. \| Pello Bilbao \| Hiszpania \| Bahrain Victorious \| + 4" \| \| 3. \| Quinten Hermans \| Belgia \| Intermarché-Wanty-Gobert Matériaux \| + 6" \| \| 4. \| Diego Ulissi \| Włochy \| UAE Team Emirates \| + 10" \| \| 5. \| Matteo Sobrero \| Włochy \| BikeExchange-Jayco \| + 10" \| \| 6. \| Richard Carapaz \| Ekwador \| Ineos Grenadiers \| + 10" \| \| 7. \| Mauro Schmid \| Szwajcaria \| Quick-Step Alpha Vinyl \| + 10" \| \| 8. \| Ethan Hayter \| Wielka Brytania \| Ineos Grenadiers \| + 10" \| \| 9. \| Quentin Pacher \| Francja \| Groupama-FDJ \| + 10" \| \| 10. \| Felix Gall \| Austria \| AG2R Citroën Team \| + 10" \| |                 |                 |                                    |             |
| |                 |                 |                                    |             |
| Źródło: ProCyclingStats |                 |                 |                                    |             |
| Klasyfikacja generalna |                 |                 |                                    |             |
| Kolarz | Kolarz          | Państwo         | Drużyna                            | Czas        |
| 1. | Sergio Higuita  | Kolumbia        | Bora-Hansgrohe                     | 19h 52' 46" |
| 2. | Pello Bilbao    | Hiszpania       | Bahrain Victorious                 | + 4"        |
| 3. | Quinten Hermans | Belgia          | Intermarché-Wanty-Gobert Matériaux | + 6"        |
| 4. | Diego Ulissi    | Włochy          | UAE Team Emirates                  | + 10"       |
| 5. | Matteo Sobrero  | Włochy          | BikeExchange-Jayco                 | + 10"       |
| 6. | Richard Carapaz | Ekwador         | Ineos Grenadiers                   | + 10"       |
| 7. | Mauro Schmid    | Szwajcaria      | Quick-Step Alpha Vinyl             | + 10"       |
| 8. | Ethan Hayter    | Wielka Brytania | Ineos Grenadiers                   | + 10"       |
| 9. | Quentin Pacher  | Francja         | Groupama-FDJ                       | + 10"       |
| 10. | Felix Gall      | Austria         | AG2R Citroën Team                  | + 10"       |

### Etap 5
| Łańcut - Rzeszów | pagórkowaty | (178,1 km) |

| \| Klasyfikacja etapu \| Klasyfikacja etapu \| Klasyfikacja etapu \| Klasyfikacja etapu \| Klasyfikacja etapu \| \| Kolarz \| Kolarz \| Państwo \| Drużyna \| Czas \| \| ------------------ \| ------------------ \| ------------------ \| ---------------------------------- \| ------------------ \| \| 1. \| Phil Bauhaus \| Niemcy \| Bahrain Victorious \| 4h 16' 19" \| \| 2. \| Arnaud Démare \| Francja \| Groupama-FDJ \| + 0" \| \| 3. \| Nikias Arndt \| Niemcy \| Team DSM \| + 0" \| \| 4. \| Max Kanter \| Niemcy \| Movistar Team \| + 0" \| \| 5. \| Edward Theuns \| Belgia \| Trek-Segafredo \| + 0" \| \| 6. \| Jonathan Milan \| Włochy \| Bahrain Victorious \| + 0" \| \| 7. \| Hugo Page \| Francja \| Intermarché-Wanty-Gobert Matériaux \| + 0" \| \| 8. \| Ryan Mullen \| Irlandia \| Bora-Hansgrohe \| + 0" \| \| 9. \| Jacopo Guarnieri \| Włochy \| Groupama-FDJ \| + 0" \| \| 10. \| Patryk Stosz \| Polska \| Polska \| + 0" \| |                  |          |                                    |            |
| |                  |          |                                    |            |
| Źródło: ProCyclingStats |                  |          |                                    |            |
| Klasyfikacja etapu |                  |          |                                    |            |
| Kolarz | Kolarz           | Państwo  | Drużyna                            | Czas       |
| 1. | Phil Bauhaus     | Niemcy   | Bahrain Victorious                 | 4h 16' 19" |
| 2. | Arnaud Démare    | Francja  | Groupama-FDJ                       | + 0"       |
| 3. | Nikias Arndt     | Niemcy   | Team DSM                           | + 0"       |
| 4. | Max Kanter       | Niemcy   | Movistar Team                      | + 0"       |
| 5. | Edward Theuns    | Belgia   | Trek-Segafredo                     | + 0"       |
| 6. | Jonathan Milan   | Włochy   | Bahrain Victorious                 | + 0"       |
| 7. | Hugo Page        | Francja  | Intermarché-Wanty-Gobert Matériaux | + 0"       |
| 8. | Ryan Mullen      | Irlandia | Bora-Hansgrohe                     | + 0"       |
| 9. | Jacopo Guarnieri | Włochy   | Groupama-FDJ                       | + 0"       |
| 10. | Patryk Stosz     | Polska   | Polska                             | + 0"       |

| \| Klasyfikacja generalna \| Klasyfikacja generalna \| Klasyfikacja generalna \| Klasyfikacja generalna \| Klasyfikacja generalna \| \| Kolarz \| Kolarz \| Państwo \| Drużyna \| Czas \| \| ---------------------- \| ---------------------- \| ---------------------- \| ---------------------------------- \| ---------------------- \| \| 1. \| Sergio Higuita \| Kolumbia \| Bora-Hansgrohe \| 24h 09' 05" \| \| 2. \| Pello Bilbao \| Hiszpania \| Bahrain Victorious \| + 4" \| \| 3. \| Quinten Hermans \| Belgia \| Intermarché-Wanty-Gobert Matériaux \| + 6" \| \| 4. \| Diego Ulissi \| Włochy \| UAE Team Emirates \| + 10" \| \| 5. \| Matteo Sobrero \| Włochy \| BikeExchange-Jayco \| + 10" \| \| 6. \| Richard Carapaz \| Ekwador \| Ineos Grenadiers \| + 10" \| \| 7. \| Ethan Hayter \| Wielka Brytania \| Ineos Grenadiers \| + 10" \| \| 8. \| Quentin Pacher \| Francja \| Groupama-FDJ \| + 10" \| \| 9. \| Lucas Hamilton \| Australia \| BikeExchange-Jayco \| + 10" \| \| 10. \| Steff Cras \| Belgia \| Lotto-Soudal \| + 10" \| |                 |                 |                                    |             |
| |                 |                 |                                    |             |
| Źródło: ProCyclingStats |                 |                 |                                    |             |
| Klasyfikacja generalna |                 |                 |                                    |             |
| Kolarz | Kolarz          | Państwo         | Drużyna                            | Czas        |
| 1. | Sergio Higuita  | Kolumbia        | Bora-Hansgrohe                     | 24h 09' 05" |
| 2. | Pello Bilbao    | Hiszpania       | Bahrain Victorious                 | + 4"        |
| 3. | Quinten Hermans | Belgia          | Intermarché-Wanty-Gobert Matériaux | + 6"        |
| 4. | Diego Ulissi    | Włochy          | UAE Team Emirates                  | + 10"       |
| 5. | Matteo Sobrero  | Włochy          | BikeExchange-Jayco                 | + 10"       |
| 6. | Richard Carapaz | Ekwador         | Ineos Grenadiers                   | + 10"       |
| 7. | Ethan Hayter    | Wielka Brytania | Ineos Grenadiers                   | + 10"       |
| 8. | Quentin Pacher  | Francja         | Groupama-FDJ                       | + 10"       |
| 9. | Lucas Hamilton  | Australia       | BikeExchange-Jayco                 | + 10"       |
| 10. | Steff Cras      | Belgia          | Lotto-Soudal                       | + 10"       |

### Etap 6
| Gronków - Bukowina Tatrzańska | jazda indywidualna na czas | (11,8 km) |

| \| Klasyfikacja etapu \| Klasyfikacja etapu \| Klasyfikacja etapu \| Klasyfikacja etapu \| Klasyfikacja etapu \| \| Kolarz \| Kolarz \| Państwo \| Drużyna \| Czas \| \| ------------------ \| ------------------- \| ------------------ \| ---------------------- \| ------------------ \| \| 1. \| Thymen Arensman \| Holandia \| Team DSM \| 17' 40" \| \| 2. \| Magnus Sheffield \| Stany Zjednoczone \| Ineos Grenadiers \| + 7" \| \| 3. \| Ethan Hayter \| Wielka Brytania \| Ineos Grenadiers \| + 8" \| \| 4. \| Rémi Cavagna \| Francja \| Quick-Step Alpha Vinyl \| + 20" \| \| 5. \| Marco Brenner \| Niemcy \| Team DSM \| + 26" \| \| 6. \| Ben Tulett \| Wielka Brytania \| Ineos Grenadiers \| + 28" \| \| 7. \| Samuele Battistella \| Włochy \| Astana Qazaqstan Team \| + 30" \| \| 8. \| Matteo Sobrero \| Włochy \| BikeExchange-Jayco \| + 31" \| \| 9. \| Pello Bilbao \| Hiszpania \| Bahrain Victorious \| + 32" \| \| 10. \| Mark Padun \| Ukraina \| EF Education-EasyPost \| + 35" \| |                     |                   |                        |         |
| |                     |                   |                        |         |
| Źródło: ProCyclingStats |                     |                   |                        |         |
| Klasyfikacja etapu |                     |                   |                        |         |
| Kolarz | Kolarz              | Państwo           | Drużyna                | Czas    |
| 1. | Thymen Arensman     | Holandia          | Team DSM               | 17' 40" |
| 2. | Magnus Sheffield    | Stany Zjednoczone | Ineos Grenadiers       | + 7"    |
| 3. | Ethan Hayter        | Wielka Brytania   | Ineos Grenadiers       | + 8"    |
| 4. | Rémi Cavagna        | Francja           | Quick-Step Alpha Vinyl | + 20"   |
| 5. | Marco Brenner       | Niemcy            | Team DSM               | + 26"   |
| 6. | Ben Tulett          | Wielka Brytania   | Ineos Grenadiers       | + 28"   |
| 7. | Samuele Battistella | Włochy            | Astana Qazaqstan Team  | + 30"   |
| 8. | Matteo Sobrero      | Włochy            | BikeExchange-Jayco     | + 31"   |
| 9. | Pello Bilbao        | Hiszpania         | Bahrain Victorious     | + 32"   |
| 10. | Mark Padun          | Ukraina           | EF Education-EasyPost  | + 35"   |

| \| Klasyfikacja generalna \| Klasyfikacja generalna \| Klasyfikacja generalna \| Klasyfikacja generalna \| Klasyfikacja generalna \| \| Kolarz \| Kolarz \| Państwo \| Drużyna \| Czas \| \| ---------------------- \| ---------------------- \| ---------------------- \| ---------------------- \| ---------------------- \| \| 1. \| Ethan Hayter \| Wielka Brytania \| Ineos Grenadiers \| 24h 27' 03" \| \| 2. \| Thymen Arensman \| Holandia \| Team DSM \| + 11" \| \| 3. \| Pello Bilbao \| Hiszpania \| Bahrain Victorious \| + 18" \| \| 4. \| Matteo Sobrero \| Włochy \| BikeExchange-Jayco \| + 23" \| \| 5. \| Ben Tulett \| Wielka Brytania \| Ineos Grenadiers \| + 25" \| \| 6. \| Rémi Cavagna \| Francja \| Quick-Step Alpha Vinyl \| + 31" \| \| 7. \| Samuele Battistella \| Włochy \| Astana Qazaqstan Team \| + 32" \| \| 8. \| Sergio Higuita \| Kolumbia \| Bora-Hansgrohe \| + 32" \| \| 9. \| Diego Ulissi \| Włochy \| UAE Team Emirates \| + 45" \| \| 10. \| Bruno Armirail \| Francja \| Groupama-FDJ \| + 50" \| |                     |                 |                        |             |
| |                     |                 |                        |             |
| Źródło: ProCyclingStats |                     |                 |                        |             |
| Klasyfikacja generalna |                     |                 |                        |             |
| Kolarz | Kolarz              | Państwo         | Drużyna                | Czas        |
| 1. | Ethan Hayter        | Wielka Brytania | Ineos Grenadiers       | 24h 27' 03" |
| 2. | Thymen Arensman     | Holandia        | Team DSM               | + 11"       |
| 3. | Pello Bilbao        | Hiszpania       | Bahrain Victorious     | + 18"       |
| 4. | Matteo Sobrero      | Włochy          | BikeExchange-Jayco     | + 23"       |
| 5. | Ben Tulett          | Wielka Brytania | Ineos Grenadiers       | + 25"       |
| 6. | Rémi Cavagna        | Francja         | Quick-Step Alpha Vinyl | + 31"       |
| 7. | Samuele Battistella | Włochy          | Astana Qazaqstan Team  | + 32"       |
| 8. | Sergio Higuita      | Kolumbia        | Bora-Hansgrohe         | + 32"       |
| 9. | Diego Ulissi        | Włochy          | UAE Team Emirates      | + 45"       |
| 10. | Bruno Armirail      | Francja         | Groupama-FDJ           | + 50"       |

### Etap 7
| Skawina - Kraków | pagórkowaty | (177,8 km) |

| \| Klasyfikacja etapu \| Klasyfikacja etapu \| Klasyfikacja etapu \| Klasyfikacja etapu \| Klasyfikacja etapu \| \| Kolarz \| Kolarz \| Państwo \| Drużyna \| Czas \| \| ------------------ \| ------------------- \| ------------------ \| ---------------------------------- \| ------------------ \| \| 1. \| Arnaud Démare \| Francja \| Groupama-FDJ \| 3h 59' 20" \| \| 2. \| Olav Kooij \| Holandia \| Jumbo-Visma \| + 0" \| \| 3. \| Phil Bauhaus \| Niemcy \| Bahrain Victorious \| + 0" \| \| 4. \| Max Kanter \| Niemcy \| Movistar Team \| + 0" \| \| 5. \| Gerben Thijssen \| Belgia \| Intermarché-Wanty-Gobert Matériaux \| + 0" \| \| 6. \| Marijn van den Berg \| Holandia \| EF Education-EasyPost \| + 0" \| \| 7. \| Davide Cimolai \| Włochy \| Cofidis \| + 0" \| \| 8. \| Edward Theuns \| Belgia \| Trek-Segafredo \| + 0" \| \| 9. \| Pascal Ackermann \| Niemcy \| UAE Team Emirates \| + 0" \| \| 10. \| Kaden Groves \| Australia \| BikeExchange-Jayco \| + 0" \| |                     |           |                                    |            |
| |                     |           |                                    |            |
| Źródło: ProCyclingStats |                     |           |                                    |            |
| Klasyfikacja etapu |                     |           |                                    |            |
| Kolarz | Kolarz              | Państwo   | Drużyna                            | Czas       |
| 1. | Arnaud Démare       | Francja   | Groupama-FDJ                       | 3h 59' 20" |
| 2. | Olav Kooij          | Holandia  | Jumbo-Visma                        | + 0"       |
| 3. | Phil Bauhaus        | Niemcy    | Bahrain Victorious                 | + 0"       |
| 4. | Max Kanter          | Niemcy    | Movistar Team                      | + 0"       |
| 5. | Gerben Thijssen     | Belgia    | Intermarché-Wanty-Gobert Matériaux | + 0"       |
| 6. | Marijn van den Berg | Holandia  | EF Education-EasyPost              | + 0"       |
| 7. | Davide Cimolai      | Włochy    | Cofidis                            | + 0"       |
| 8. | Edward Theuns       | Belgia    | Trek-Segafredo                     | + 0"       |
| 9. | Pascal Ackermann    | Niemcy    | UAE Team Emirates                  | + 0"       |
| 10. | Kaden Groves        | Australia | BikeExchange-Jayco                 | + 0"       |

## Klasyfikacje

### Klasyfikacja generalna
| \| Klasyfikacja generalna \| Klasyfikacja generalna \| Klasyfikacja generalna \| Klasyfikacja generalna \| Klasyfikacja generalna \| \| Kolarz \| Kolarz \| Państwo \| Drużyna \| Czas \| \| ---------------------- \| ---------------------- \| ---------------------- \| ---------------------- \| ---------------------- \| \| 1. \| Ethan Hayter \| Wielka Brytania \| Ineos Grenadiers \| 28h 26' 23" \| \| 2. \| Thymen Arensman \| Holandia \| Team DSM \| + 11" \| \| 3. \| Pello Bilbao \| Hiszpania \| Bahrain Victorious \| + 18" \| \| 4. \| Matteo Sobrero \| Włochy \| BikeExchange-Jayco \| + 23" \| \| 5. \| Ben Tulett \| Wielka Brytania \| Ineos Grenadiers \| + 25" \| \| 6. \| Rémi Cavagna \| Francja \| Quick-Step Alpha Vinyl \| + 31" \| \| 7. \| Samuele Battistella \| Włochy \| Astana Qazaqstan Team \| + 32" \| \| 8. \| Sergio Higuita \| Kolumbia \| Bora-Hansgrohe \| + 32" \| \| 9. \| Diego Ulissi \| Włochy \| UAE Team Emirates \| + 45" \| \| 10. \| Bruno Armirail \| Francja \| Groupama-FDJ \| + 50" \| |                     |                 |                        |             |
| |                     |                 |                        |             |
| Źródła: ProCyclingStats Cycling Quotient Cycling Archives |                     |                 |                        |             |
| Klasyfikacja generalna |                     |                 |                        |             |
| Kolarz | Kolarz              | Państwo         | Drużyna                | Czas        |
| 1. | Ethan Hayter        | Wielka Brytania | Ineos Grenadiers       | 28h 26' 23" |
| 2. | Thymen Arensman     | Holandia        | Team DSM               | + 11"       |
| 3. | Pello Bilbao        | Hiszpania       | Bahrain Victorious     | + 18"       |
| 4. | Matteo Sobrero      | Włochy          | BikeExchange-Jayco     | + 23"       |
| 5. | Ben Tulett          | Wielka Brytania | Ineos Grenadiers       | + 25"       |
| 6. | Rémi Cavagna        | Francja         | Quick-Step Alpha Vinyl | + 31"       |
| 7. | Samuele Battistella | Włochy          | Astana Qazaqstan Team  | + 32"       |
| 8. | Sergio Higuita      | Kolumbia        | Bora-Hansgrohe         | + 32"       |
| 9. | Diego Ulissi        | Włochy          | UAE Team Emirates      | + 45"       |
| 10. | Bruno Armirail      | Francja         | Groupama-FDJ           | + 50"       |

| Klasyfikacja sprinterska | Klasyfikacja sprinterska | Klasyfikacja sprinterska | Klasyfikacja sprinterska | Klasyfikacja sprinterska |
| Kolarz                   | Kolarz                   | Państwo                  | Drużyna                  | Punkty                   |
| ------------------------ | ------------------------ | ------------------------ | ------------------------ | ------------------------ |

| Klasyfikacja sprinterska | Klasyfikacja sprinterska | Klasyfikacja sprinterska | Klasyfikacja sprinterska | Klasyfikacja sprinterska |
| Kolarz                   | Kolarz                   | Państwo                  | Drużyna                  | Punkty                   |
| ------------------------ | ------------------------ | ------------------------ | ------------------------ | ------------------------ |

| Klasyfikacja górska | Klasyfikacja górska | Klasyfikacja górska | Klasyfikacja górska                | Klasyfikacja górska |
| Kolarz              | Kolarz              | Państwo             | Drużyna                            | Punkty              |
| ------------------- | ------------------- | ------------------- | ---------------------------------- | ------------------- |
| 1.                  | Jarrad Drizners     | Australia           | Lotto-Soudal                       | 23 pkt              |
| 2.                  | Kamil Małecki       | Polska              | Lotto-Soudal                       | 15 pkt              |
| 3.                  | Michel Heßmann      | Niemcy              | Jumbo-Visma                        | 11 pkt              |
| 4.                  | Michel Heßmann      | Niemcy              | Jumbo-Visma                        | 11 pkt              |
| 5.                  | Syver Wærsted       | Norwegia            | Uno-X Pro Cycling Team             | 11 pkt              |
| 6.                  | Rui Oliveira        | Portugalia          | UAE Team Emirates                  | 8 pkt               |
| 7.                  | Mads Würtz Schmidt  | Dania               | Israel-Premier Tech                | 7 pkt               |
| 8.                  | Julius Johansen     | Dania               | Intermarché-Wanty-Gobert Matériaux | 7 pkt               |
| 9.                  | Nans Peters         | Francja             | AG2R Citroën Team                  | 5 pkt               |
| 10.                 | Felix Gall          | Austria             | AG2R Citroën Team                  | 4 pkt               |

| Klasyfikacja górska | Klasyfikacja górska | Klasyfikacja górska | Klasyfikacja górska                | Klasyfikacja górska |
| Kolarz              | Kolarz              | Państwo             | Drużyna                            | Punkty              |
| ------------------- | ------------------- | ------------------- | ---------------------------------- | ------------------- |
| 1.                  | Jarrad Drizners     | Australia           | Lotto-Soudal                       | 23 pkt              |
| 2.                  | Kamil Małecki       | Polska              | Lotto-Soudal                       | 15 pkt              |
| 3.                  | Michel Heßmann      | Niemcy              | Jumbo-Visma                        | 11 pkt              |
| 4.                  | Michel Heßmann      | Niemcy              | Jumbo-Visma                        | 11 pkt              |
| 5.                  | Syver Wærsted       | Norwegia            | Uno-X Pro Cycling Team             | 11 pkt              |
| 6.                  | Rui Oliveira        | Portugalia          | UAE Team Emirates                  | 8 pkt               |
| 7.                  | Mads Würtz Schmidt  | Dania               | Israel-Premier Tech                | 7 pkt               |
| 8.                  | Julius Johansen     | Dania               | Intermarché-Wanty-Gobert Matériaux | 7 pkt               |
| 9.                  | Nans Peters         | Francja             | AG2R Citroën Team                  | 5 pkt               |
| 10.                 | Felix Gall          | Austria             | AG2R Citroën Team                  | 4 pkt               |

| Klasyfikacja najaktywniejszych | Klasyfikacja najaktywniejszych | Klasyfikacja najaktywniejszych | Klasyfikacja najaktywniejszych | Klasyfikacja najaktywniejszych |
| Kolarz                         | Kolarz                         | Państwo                        | Drużyna                        | Punkty                         |
| ------------------------------ | ------------------------------ | ------------------------------ | ------------------------------ | ------------------------------ |
| 1.                             | Patryk Stosz                   | Polska                         | Polska                         | 16 pkt                         |
| 2.                             | Edward Theuns                  | Belgia                         | Trek-Segafredo                 | 8 pkt                          |
| 3.                             | Mads Würtz Schmidt             | Dania                          | Israel-Premier Tech            | 6 pkt                          |

| Klasyfikacja najaktywniejszych | Klasyfikacja najaktywniejszych | Klasyfikacja najaktywniejszych | Klasyfikacja najaktywniejszych | Klasyfikacja najaktywniejszych |
| Kolarz                         | Kolarz                         | Państwo                        | Drużyna                        | Punkty                         |
| ------------------------------ | ------------------------------ | ------------------------------ | ------------------------------ | ------------------------------ |
| 1.                             | Patryk Stosz                   | Polska                         | Polska                         | 16 pkt                         |
| 2.                             | Edward Theuns                  | Belgia                         | Trek-Segafredo                 | 8 pkt                          |
| 3.                             | Mads Würtz Schmidt             | Dania                          | Israel-Premier Tech            | 6 pkt                          |

| Klasyfikacja drużynowa | Klasyfikacja drużynowa | Klasyfikacja drużynowa | Klasyfikacja drużynowa |
| Drużyna                | Drużyna                | Państwo                | Czas                   |
| ---------------------- | ---------------------- | ---------------------- | ---------------------- |
| 1.                     | Ineos Grenadiers       | Wielka Brytania        | 85h 19' 33"            |
| 2.                     | Quick-Step Alpha Vinyl | Belgia                 | + 2' 43"               |
| 3.                     | Team DSM               | Holandia               | + 2' 46"               |
| 4.                     | EF Education-EasyPost  | Stany Zjednoczone      | + 2' 48"               |
| 5.                     | Bahrain Victorious     | Bahrajn                | + 3' 56"               |

| Klasyfikacja drużynowa | Klasyfikacja drużynowa | Klasyfikacja drużynowa | Klasyfikacja drużynowa |
| Drużyna                | Drużyna                | Państwo                | Czas                   |
| ---------------------- | ---------------------- | ---------------------- | ---------------------- |
| 1.                     | Ineos Grenadiers       | Wielka Brytania        | 85h 19' 33"            |
| 2.                     | Quick-Step Alpha Vinyl | Belgia                 | + 2' 43"               |
| 3.                     | Team DSM               | Holandia               | + 2' 46"               |
| 4.                     | EF Education-EasyPost  | Stany Zjednoczone      | + 2' 48"               |
| 5.                     | Bahrain Victorious     | Bahrajn                | + 3' 56"               |

### Liderzy klasyfikacji
| Etap   |                            | Pierwsze miejsce _ | Klasyfikacja generalna | Punktowa      | Górska           | Najaktywniejszych | Drużynowa _        | Krajowa _             |
| ------ | -------------------------- | ------------------ | ---------------------- | ------------- | ---------------- | ----------------- | ------------------ | --------------------- |
| 1      | płaski                     | Olav Kooij         | Olav Kooij             | Olav Kooij    | Jonas Abrahamsen | Patryk Stosz      | AG2R Citroën Team  | Stanisław Aniołkowski |
| 2      | płaski                     | Gerben Thijssen    | Jonas Abrahamsen       | Olav Kooij    | Jonas Abrahamsen | Patryk Stosz      | UAE Team Emirates  | Stanisław Aniołkowski |
| 3      | górzysty                   | Sergio Higuita     | Sergio Higuita         | Olav Kooij    | Michel Heßmann   | Patryk Stosz      | Ineos Grenadiers   | Jakub Kaczmarek       |
| 4      | górzysty                   | Pascal Ackermann   | Sergio Higuita         | Olav Kooij    | Kamil Małecki    | Patryk Stosz      | Ineos Grenadiers   | Jakub Kaczmarek       |
| 5      | pagórkowaty                | Phil Bauhaus       | Sergio Higuita         | Arnaud Démare | Kamil Małecki    | Patryk Stosz      | Bahrain Victorious | Jakub Kaczmarek       |
| 6      | jazda indywidualna na czas | Thymen Arensman    | Ethan Hayter           | Arnaud Démare | Kamil Małecki    | Patryk Stosz      | Ineos Grenadiers   | Jakub Kaczmarek       |
| 7      | pagórkowaty                | Arnaud Démare      | Ethan Hayter           | Arnaud Démare | Jarrad Drizners  | Patryk Stosz      | Ineos Grenadiers   | Jakub Kaczmarek       |
| Koniec | Koniec                     |                    | Ethan Hayter           | Arnaud Démare | Jarrad Drizners  | Patryk Stosz      | Ineos Grenadiers   | Jakub Kaczmarek       |